# メリーゴーランドミュージアム
メリーゴーランドミュージアム(Merry Go Round Museum)は、アメリカ合衆国オハイオ州Sanduskyにあるメリーゴーランドをモチーフにした博物館。

## 館内
館内では木馬やメリーゴーランドの部品が展示されており、実際にメリーゴーランドに乗車できる。
なお、メリーゴーランド回転中のメロディーは、自動オルガンによる自動演奏となっている。